# Webberville
Webberville é uma vila localizada no estado americano de Michigan, no Condado de Ingham.

## Demografia
Segundo o censo americano de 2000, a sua população era de 1503 habitantes.
Em 2006, foi estimada uma população de 1475, um decréscimo de 28 (-1.9%).

## Geografia
De acordo com o United States Census Bureau tem uma área de
3,2 km², dos quais 3,2 km² cobertos por terra e 0,0 km² cobertos por água. Webberville localiza-se a aproximadamente 280 m acima do nível do mar.

## Localidades na vizinhança
O diagrama seguinte representa as localidades num raio de 20 km ao redor de Webberville.